# Nicolas Ghosn
Pour les articles homonymes, voir Ghosn.
Nicolas Ghosn (né à Kousba en 1940 et mort le 1er novembre 2018) est un homme politique libanais.
Juriste diplômé de l'université Saint-Joseph de Beyrouth, il est le fils de Fouad Ghosn, plusieurs fois député et vice-Premier ministre.

## Biographie
Nicolas Ghosn s'est présenté à toutes les élections législatives de l'après-guerre, échouant en 1992 et 2000, élu en 1996 et en 2005.
Lors de ces dernières élections, c'est sous la bannière du Courant du Futur qu'il retrouve son siège de député grec orthodoxe de Koura, au sein de la liste de l'Alliance du 14 Mars.